# Eugene Jolas
Eugene Jolas, född 26 oktober 1894 i Union Hill, New Jersey, död 26 maj 1952 i Paris, var en amerikansk författare, översättare och litteraturkritiker. Han översatte bland annat Alfred Döblins Berlin Alexanderplatz. Tillsammans med sin hustru Maria McDonald grundade Jolas tidskriften Transition.